# La course by Le Tour de France 2021
La 8e édition de La course by Le Tour de France a lieu le 26 juin 2021. Elle fait partie de l'UCI World Tour féminin 2021. Elle est organisée par Amaury Sport Organisation tout comme le Tour de France. Elle est remportée par la Néerlandaise Demi Vollering.

## Préparation
L'épreuve devait initialement se disputer le dimanche 27 juin et arriver à Mûr-de-Bretagne mais, pour des facilités d'organisation, elle est déplacée et avancée de vingt-quatre heures et se déroule donc le jour du grand départ du Tour de France, entre Brest et Landerneau.

## Parcours

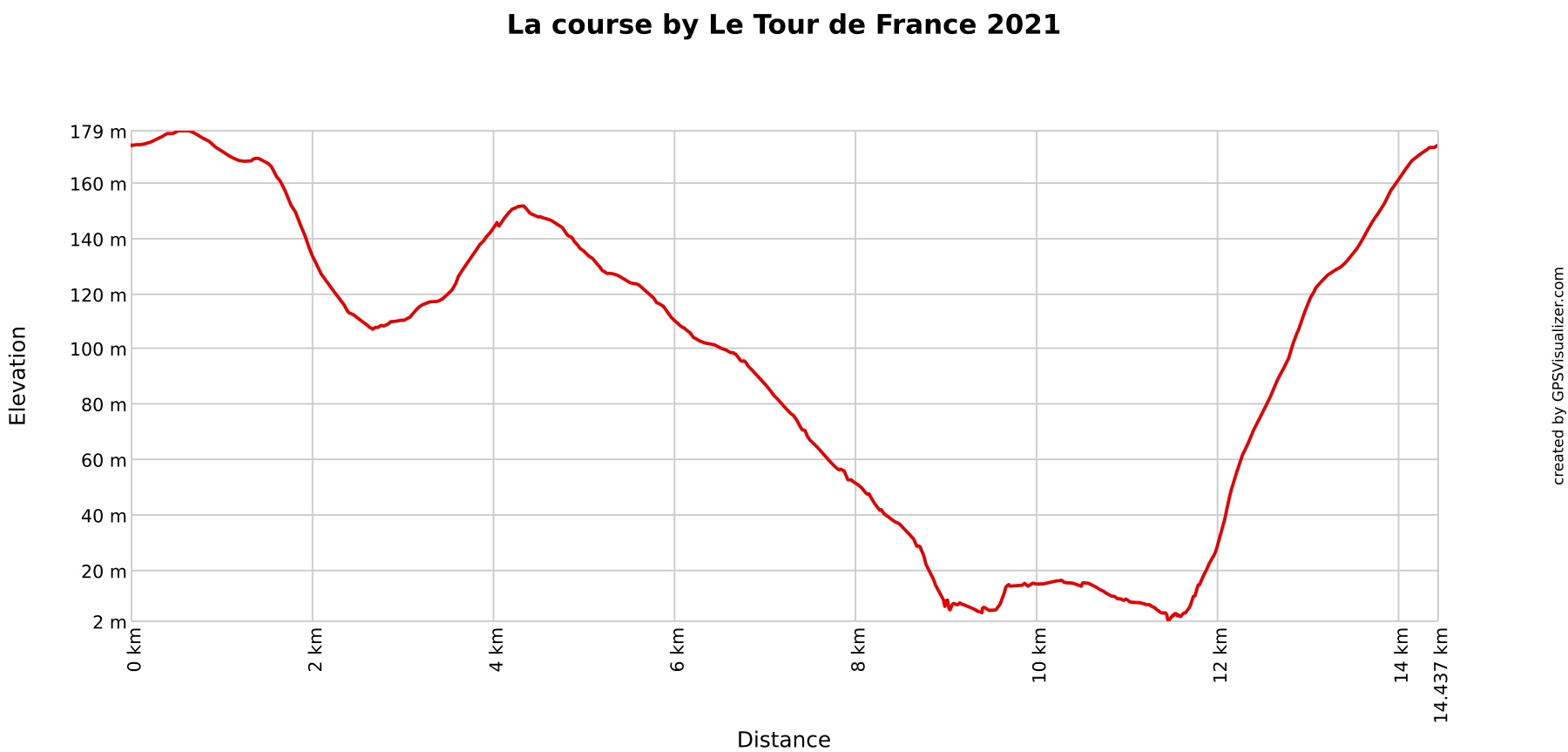
Profil du circuit

La course s'élance de Brest et emprunte une partie du parcours de la première étape du Tour de France 2021. Une partie en ligne longue de 53,1 km est parcourue avant d'entrer sur le circuit final autour de Landerneau, long d'environ 14 km. Ce circuit à parcourir quatre fois comporte la côte de la Fosse aux Loups qui sert également d'arrivée. La côte est longue de 3,1 km avec une pente moyenne de 5,7 % et un passage à 14 %.

### Équipes
| UCI Women's WorldTeams (9)- Alé BTC Ljubljana - Team BikeExchange - Canyon-SRAM Racing - FDJ-Nouvelle Aquitaine-Futuroscope - Liv Racing - Movistar Team - SD Worx - Team DSM - Trek-Segafredo Équipes féminines continentales (12)- Arkéa Pro Cycling Team - A.R. Monex - Bizkaia-Durango - Ceratizit-WNT Pro Cycling - Jumbo-Visma - Massi Tactic - Parkhotel Valkenburg - Rally - Stade Rochelais Charente-Maritime Women Cycling - Tibco-Silicon Valley Bank - Top Girls Fassa Bortolo - Valcar-Travel & Service Équipe féminine continentale- Drops-Le Col |
| |

## Favorites
La vainqueur sortante, Lizzie Deignan espère réitérer sa performance. Marianne Vos, deuxième en 2020, est également une bonne sprinteuse-puncheuse et fait partie des favorites. La championne du monde Anna van der Breggen est une des meilleures grimpeuses du peloton, quoique moins rapide que les précédentes, et peut aussi prétendre à la victoire. Grace Brown, Marta Cavalli ou Lauren Stephens font partie des outsiders. La leader du classement World Tour, Annemiek van Vleuten est absente.

## Récit de course
Cédrine Kerbaol s'échappe en début de course. Noémie Abgrall part à sa poursuite, mais ne parvient pas à effectuer la jonction. Elena Pirrone revient sur Kerbaol à soixante kilomètres de l'arrivée. Dans la première ascension de la Fosse aux Loups, Lucinda Brand attaque. Un groupe de onze coureuses sort et revient sur Pirrone. Dans la deuxième montée de la côte, Anna van der Breggen provoque le regroupement général. À deux tours de l'arrivée, le peloton comporte une trentaine de coureuses. Ruth Winder passe à l'offensive. Un groupe de dix athlètes se forme. Il s'agit de : Niamh Fisher-Black, Brodie Chapman, Juliette Labous, Mikayla Harvey, Grace Brown, Anna Henderson, Sofia Bertizzolo, Leah Thomas, Silvia Persico et donc Winder. Kristen Faulkner et Tatiana Guderzo reviennent ensuite. L'avance du groupe atteint la minute à dix-neuf kilomètres de l'arrivée. Marta Lach se lance en poursuite. Dans l'ascension suivante, Brodie Chapman est distancée. Cela pousse Cecilie Uttrup Ludwig à attaquer. Elle est accompagnée d'Anna van der Breggen, Marianne Vos, Katarzyna Niewiadoma, Liane Lippert et Soraya Paladin. L'entente n'est pas bonne et Evita Muzic place un contre. La formation Jumbo-Visma mène ensuite la chasse. Aux cinq kilomètres, le groupe de tête n'a plus que quatorze secondes d'avance. Une accélération de Lucinda Brand provoque la jonction. Dans la dernière montée, Tiffany Cromwell accélère. Katarzyna Niewiadoma enchaîne. Elle est suivie par Uttrup Ludwig, Brown et Van der Breggen. Paladin, Vos, Vollering et Lippert reviennent à deux kilomètres de l'arrivée. Cecilie Uttrup Ludwig attaque, mais Anna van der Breggen la reprend. La victoire se joue donc au sprint. Marianne Vos lance le sprint, mais Demi Vollering la remonte et s'impose.

## Classement final

### Classement général
| \| Classement général \| Classement général \| Classement général \| Classement général \| Classement général \| \| Coureuse \| Coureuse \| Pays \| Équipe \| Temps \| \| ------------------ \| --------------------- \| ------------------ \| ---------------------------------- \| ------------------ \| \| 1re \| Demi Vollering \| Pays-Bas \| SD Worx \| 2 h 50 min 29 s \| \| 2e \| Cecilie Uttrup Ludwig \| Danemark \| FDJ-Nouvelle Aquitaine-Futuroscope \| + 0 s \| \| 3e \| Marianne Vos \| Pays-Bas \| Jumbo-Visma Women Team \| + 0 s \| \| 4e \| Anna van der Breggen \| Pays-Bas \| SD Worx \| + 0 s \| \| 5e \| Grace Brown \| Australie \| Team BikeExchange \| + 0 s \| \| 6e \| Katarzyna Niewiadoma \| Pologne \| Canyon-SRAM Racing \| + 0 s \| \| 7e \| Soraya Paladin \| Italie \| Liv Racing \| + 0 s \| \| 8e \| Liane Lippert \| Allemagne \| Team DSM \| + 0 s \| \| 9e \| Lizzie Deignan \| Royaume-Uni \| Trek-Segafredo \| + 4 s \| \| 10e \| Sofia Bertizzolo \| Italie \| Liv Racing \| + 4 s \| \| 11e \| Leah Thomas \| États-Unis \| Movistar Team \| + 4 s \| \| 12e \| Coryn Rivera \| États-Unis \| Team DSM \| + 8 s \| \| 13e \| Marta Cavalli \| Italie \| FDJ-Nouvelle Aquitaine-Futuroscope \| + 8 s \| \| 14e \| Niamh Fisher-Black \| Nouvelle-Zélande \| SD Worx \| + 8 s \| \| 15e \| Mikayla Harvey \| Nouvelle-Zélande \| Canyon-SRAM Racing \| + 8 s \| \| 16e \| Tatiana Guderzo \| Italie \| Alé BTC Ljubljana \| + 8 s \| \| 17e \| Anna Henderson \| Royaume-Uni \| Jumbo-Visma Women Team \| + 8 s \| \| 18e \| Juliette Labous \| France \| Team DSM \| + 8 s \| \| 19e \| Pauliena Rooijakkers \| Pays-Bas \| Liv Racing \| + 8 s \| \| 20e \| Amanda Spratt \| Australie \| Team BikeExchange \| + 8 s \| |                       |                  |                                    |                 |
| |                       |                  |                                    |                 |
| Source : ProCyclingStats |                       |                  |                                    |                 |
| Classement général |                       |                  |                                    |                 |
| Coureuse | Coureuse              | Pays             | Équipe                             | Temps           |
| 1re | Demi Vollering        | Pays-Bas         | SD Worx                            | 2 h 50 min 29 s |
| 2e | Cecilie Uttrup Ludwig | Danemark         | FDJ-Nouvelle Aquitaine-Futuroscope | + 0 s           |
| 3e | Marianne Vos          | Pays-Bas         | Jumbo-Visma Women Team             | + 0 s           |
| 4e | Anna van der Breggen  | Pays-Bas         | SD Worx                            | + 0 s           |
| 5e | Grace Brown           | Australie        | Team BikeExchange                  | + 0 s           |
| 6e | Katarzyna Niewiadoma  | Pologne          | Canyon-SRAM Racing                 | + 0 s           |
| 7e | Soraya Paladin        | Italie           | Liv Racing                         | + 0 s           |
| 8e | Liane Lippert         | Allemagne        | Team DSM                           | + 0 s           |
| 9e | Lizzie Deignan        | Royaume-Uni      | Trek-Segafredo                     | + 4 s           |
| 10e | Sofia Bertizzolo      | Italie           | Liv Racing                         | + 4 s           |
| 11e | Leah Thomas           | États-Unis       | Movistar Team                      | + 4 s           |
| 12e | Coryn Rivera          | États-Unis       | Team DSM                           | + 8 s           |
| 13e | Marta Cavalli         | Italie           | FDJ-Nouvelle Aquitaine-Futuroscope | + 8 s           |
| 14e | Niamh Fisher-Black    | Nouvelle-Zélande | SD Worx                            | + 8 s           |
| 15e | Mikayla Harvey        | Nouvelle-Zélande | Canyon-SRAM Racing                 | + 8 s           |
| 16e | Tatiana Guderzo       | Italie           | Alé BTC Ljubljana                  | + 8 s           |
| 17e | Anna Henderson        | Royaume-Uni      | Jumbo-Visma Women Team             | + 8 s           |
| 18e | Juliette Labous       | France           | Team DSM                           | + 8 s           |
| 19e | Pauliena Rooijakkers  | Pays-Bas         | Liv Racing                         | + 8 s           |
| 20e | Amanda Spratt         | Australie        | Team BikeExchange                  | + 8 s           |

## UCI World Tour

### Points attribués
| Position           | 1er | 2e  | 3e  | 4e  | 5e  | 6e  | 7e  | 8e  | 9e | 10e | 11e | 12e | 13e | 14e | 15e | 16e à 20e | 21e à 30e | 31e à 40e |
| Classement général | 400 | 320 | 260 | 220 | 180 | 140 | 120 | 100 | 80 | 68  | 56  | 48  | 40  | 32  | 28  | 24        | 16        | 8         |

| Classement par points | Classement par points | Classement par points | Classement par points              | Classement par points |
| Coureuse              | Coureuse              | Pays                  | Équipe                             | Points                |
| --------------------- | --------------------- | --------------------- | ---------------------------------- | --------------------- |
| 1re                   | Demi Vollering        | Pays-Bas              | SD Worx                            | 1831 pts              |
| 2e                    | Annemiek van Vleuten  | Pays-Bas              | Movistar Team                      | 1796 pts              |
| 3e                    | Marianne Vos          | Pays-Bas              | Jumbo-Visma Women Team             | 1744 pts              |
| 4e                    | Elisa Longo Borghini  | Italie                | Trek-Segafredo                     | 1664 pts              |
| 5e                    | Anna van der Breggen  | Pays-Bas              | SD Worx                            | 1640 pts              |
| 6e                    | Cecilie Uttrup Ludwig | Danemark              | FDJ-Nouvelle Aquitaine-Futuroscope | 1413 pts              |
| 7e                    | Katarzyna Niewiadoma  | Pologne               | Canyon-SRAM Racing                 | 1188 pts              |
| 8e                    | Grace Brown           | Australie             | Team BikeExchange                  | 1066 pts              |
| 9e                    | Soraya Paladin        | Italie                | Liv Racing                         | 642 pts               |
| 10e                   | Lisa Brennauer        | Allemagne             | Ceratizit-WNT Pro Cycling          | 604 pts               |

| Classement par points | Classement par points | Classement par points | Classement par points              | Classement par points |
| Coureuse              | Coureuse              | Pays                  | Équipe                             | Points                |
| --------------------- | --------------------- | --------------------- | ---------------------------------- | --------------------- |
| 1re                   | Demi Vollering        | Pays-Bas              | SD Worx                            | 1831 pts              |
| 2e                    | Annemiek van Vleuten  | Pays-Bas              | Movistar Team                      | 1796 pts              |
| 3e                    | Marianne Vos          | Pays-Bas              | Jumbo-Visma Women Team             | 1744 pts              |
| 4e                    | Elisa Longo Borghini  | Italie                | Trek-Segafredo                     | 1664 pts              |
| 5e                    | Anna van der Breggen  | Pays-Bas              | SD Worx                            | 1640 pts              |
| 6e                    | Cecilie Uttrup Ludwig | Danemark              | FDJ-Nouvelle Aquitaine-Futuroscope | 1413 pts              |
| 7e                    | Katarzyna Niewiadoma  | Pologne               | Canyon-SRAM Racing                 | 1188 pts              |
| 8e                    | Grace Brown           | Australie             | Team BikeExchange                  | 1066 pts              |
| 9e                    | Soraya Paladin        | Italie                | Liv Racing                         | 642 pts               |
| 10e                   | Lisa Brennauer        | Allemagne             | Ceratizit-WNT Pro Cycling          | 604 pts               |

| Classement du meilleur jeune | Classement du meilleur jeune | Classement du meilleur jeune | Classement du meilleur jeune       | Classement du meilleur jeune |
| Coureuse                     | Coureuse                     | Pays                         | Équipe                             | Points                       |
| ---------------------------- | ---------------------------- | ---------------------------- | ---------------------------------- | ---------------------------- |
| 1re                          | Niamh Fisher-Black           | Nouvelle-Zélande             | SD Worx                            | 24 pts                       |
| 2e                           | Maria Novolodskaya           | Russie                       | A.R. Monex Women's                 | 22 pts                       |
| 3e                           | Évita Muzic                  | France                       | FDJ-Nouvelle Aquitaine-Futuroscope | 18 pts                       |
| 4e                           | Emma Norsgaard               | Danemark                     | Movistar Team                      | 14 pts                       |
| 5e                           | Mischa Bredewold             | Pays-Bas                     | Parkhotel Valkenburg               | 6 pts                        |
| 6e                           | Sarah Gigante                | Australie                    | Tibco-Silicon Valley Bank          | 6 pts                        |
| 7e                           | Vittoria Guazzini            | Italie                       | Valcar-Travel & Service            | 6 pts                        |
| 8e                           | Barbara Malcotti             | Italie                       | Valcar-Travel & Service            | 4 pts                        |
| 9e                           | Franziska Koch               | Allemagne                    | Team DSM                           | 4 pts                        |
| 10e                          | Lorena Wiebes                | Pays-Bas                     | Team DSM                           | 4 pts                        |

| Classement du meilleur jeune | Classement du meilleur jeune | Classement du meilleur jeune | Classement du meilleur jeune       | Classement du meilleur jeune |
| Coureuse                     | Coureuse                     | Pays                         | Équipe                             | Points                       |
| ---------------------------- | ---------------------------- | ---------------------------- | ---------------------------------- | ---------------------------- |
| 1re                          | Niamh Fisher-Black           | Nouvelle-Zélande             | SD Worx                            | 24 pts                       |
| 2e                           | Maria Novolodskaya           | Russie                       | A.R. Monex Women's                 | 22 pts                       |
| 3e                           | Évita Muzic                  | France                       | FDJ-Nouvelle Aquitaine-Futuroscope | 18 pts                       |
| 4e                           | Emma Norsgaard               | Danemark                     | Movistar Team                      | 14 pts                       |
| 5e                           | Mischa Bredewold             | Pays-Bas                     | Parkhotel Valkenburg               | 6 pts                        |
| 6e                           | Sarah Gigante                | Australie                    | Tibco-Silicon Valley Bank          | 6 pts                        |
| 7e                           | Vittoria Guazzini            | Italie                       | Valcar-Travel & Service            | 6 pts                        |
| 8e                           | Barbara Malcotti             | Italie                       | Valcar-Travel & Service            | 4 pts                        |
| 9e                           | Franziska Koch               | Allemagne                    | Team DSM                           | 4 pts                        |
| 10e                          | Lorena Wiebes                | Pays-Bas                     | Team DSM                           | 4 pts                        |

| Classement par équipes aux points | Classement par équipes aux points  | Classement par équipes aux points | Classement par équipes aux points |
| Équipe                            | Équipe                             | Pays                              | Points                            |
| --------------------------------- | ---------------------------------- | --------------------------------- | --------------------------------- |
| 1re                               | SD Worx                            | Pays-Bas                          | 5191 pts                          |
| 2e                                | Movistar Team                      | Espagne                           | 2888 pts                          |
| 3e                                | Trek-Segafredo                     | États-Unis                        | 2498 pts                          |
| 4e                                | FDJ-Nouvelle Aquitaine-Futuroscope | France                            | 2182 pts                          |
| 5e                                | Jumbo-Visma                        | Pays-Bas                          | 1992 pts                          |
| 6e                                | Team BikeExchange                  | Australie                         | 1860 pts                          |
| 7e                                | Liv Racing                         | Pays-Bas                          | 1801 pts                          |
| 8e                                | Canyon-SRAM Racing                 | Allemagne                         | 1755 pts                          |
| 9e                                | Alé BTC Ljubljana                  | Italie                            | 1134 pts                          |
| 10e                               | Ceratizit-WNT Pro Cycling          | Allemagne                         | 1068 pts                          |

| Classement par équipes aux points | Classement par équipes aux points  | Classement par équipes aux points | Classement par équipes aux points |
| Équipe                            | Équipe                             | Pays                              | Points                            |
| --------------------------------- | ---------------------------------- | --------------------------------- | --------------------------------- |
| 1re                               | SD Worx                            | Pays-Bas                          | 5191 pts                          |
| 2e                                | Movistar Team                      | Espagne                           | 2888 pts                          |
| 3e                                | Trek-Segafredo                     | États-Unis                        | 2498 pts                          |
| 4e                                | FDJ-Nouvelle Aquitaine-Futuroscope | France                            | 2182 pts                          |
| 5e                                | Jumbo-Visma                        | Pays-Bas                          | 1992 pts                          |
| 6e                                | Team BikeExchange                  | Australie                         | 1860 pts                          |
| 7e                                | Liv Racing                         | Pays-Bas                          | 1801 pts                          |
| 8e                                | Canyon-SRAM Racing                 | Allemagne                         | 1755 pts                          |
| 9e                                | Alé BTC Ljubljana                  | Italie                            | 1134 pts                          |
| 10e                               | Ceratizit-WNT Pro Cycling          | Allemagne                         | 1068 pts                          |

## Liste des participantes
| Légende | Légende                                                                      | Légende | Légende                                                    |
| ------- | ---------------------------------------------------------------------------- | ------- | ---------------------------------------------------------- |
| Num     | Dossard de départ porté par le coureur sur cette Course by Le Tour de France | Pos     | Position à l'arrivée de la course                          |
|         | Indique un maillot de champion national ou mondial, suivi de sa spécialité   | NP      | Indique un coureur qui n'a pas pris le départ de la course |
| AB      | Indique un coureur qui n'a pas terminé la course                             | HD      | Indique un coureur qui a terminé la course hors des délais |

| Trek-Segafredo TFS | Trek-Segafredo TFS        | Trek-Segafredo TFS |
| ------------------ | ------------------------- | ------------------ |
| Num                | Coureuse                  | Pos                |
| 1                  | Lizzie Deignan (GBR)      | 9e                 |
| 2                  | Lucinda Brand (NED)       | 28e                |
| 3                  | Audrey Cordon-Ragot (FRA) | AB                 |
| 4                  | Shirin van Anrooij (NED)  | 54e                |
| 5                  | Tayler Wiles (USA)        | 82e                |
| 6                  | Ruth Edwards (USA)        | 41e                |

| Jumbo-Visma Women Team TJV | Jumbo-Visma Women Team TJV | Jumbo-Visma Women Team TJV |
| -------------------------- | -------------------------- | -------------------------- |
| Num                        | Coureuse                   | Pos                        |
| 11                         | Marianne Vos (NED)         | 3e                         |
| 12                         | Anna Henderson (GBR)       | 17e                        |
| 13                         | Anouska Koster (NED)       | 37e                        |
| 14                         | Amber Kraak (NED)          | 61e                        |
| 15                         | Riejanne Markus (NED)      | 36e                        |
| 16                         | Karlijn Swinkels (NED)     | 102e                       |

| SD Worx SDW | SD Worx SDW                        | SD Worx SDW |
| ----------- | ---------------------------------- | ----------- |
| Num         | Coureuse                           | Pos         |
| 21          | Anna van der Breggen (NED) (route) | 4e          |
| 22          | Niamh Fisher-Black (NZL)           | 14e         |
| 23          | Roxane Fournier (FRA)              | 84e         |
| 24          | Nikola Nosková (CZE)               | 93e         |
| 25          | Chantal van den Broek-Blaak (NED)  | 79e         |
| 26          | Demi Vollering (NED)               | 1re         |

| Canyon-SRAM Racing CSR | Canyon-SRAM Racing CSR     | Canyon-SRAM Racing CSR |
| ---------------------- | -------------------------- | ---------------------- |
| Num                    | Coureuse                   | Pos                    |
| 31                     | Katarzyna Niewiadoma (POL) | 6e                     |
| 32                     | Hannah Barnes (GBR)        | 80e                    |
| 33                     | Elise Chabbey (SUI)        | 29e                    |
| 34                     | Tiffany Cromwell (AUS)     | 33e                    |
| 35                     | Mikayla Harvey (NZL)       | 15e                    |
| 36                     | Omer Shapira (ISR) (route) | 62e                    |

| Team BikeExchange BEX | Team BikeExchange BEX          | Team BikeExchange BEX |
| --------------------- | ------------------------------ | --------------------- |
| Num                   | Coureuse                       | Pos                   |
| 41                    | Amanda Spratt (AUS)            | 20e                   |
| 42                    | Grace Brown (AUS)              | 5e                    |
| 43                    | Sarah Roy (AUS) (route)        | 40e                   |
| 44                    | Ane Santesteban (ESP)          | 39e                   |
| 45                    | Georgia Williams (NZL) (route) | 69e                   |

| FDJ-Nouvelle Aquitaine-Futuroscope FDJ | FDJ-Nouvelle Aquitaine-Futuroscope FDJ | FDJ-Nouvelle Aquitaine-Futuroscope FDJ |
| -------------------------------------- | -------------------------------------- | -------------------------------------- |
| Num                                    | Coureuse                               | Pos                                    |
| 51                                     | Cecilie Uttrup Ludwig (DEN)            | 2e                                     |
| 52                                     | Marta Cavalli (ITA)                    | 13e                                    |
| 53                                     | Brodie Chapman (AUS)                   | 34e                                    |
| 54                                     | Emilia Fahlin (SWE)                    | 71e                                    |
| 55                                     | Victorie Guilman (FRA)                 | 47e                                    |
| 56                                     | Évita Muzic (FRA) (route)              | 35e                                    |

| Team DSM DSM | Team DSM DSM           | Team DSM DSM |
| ------------ | ---------------------- | ------------ |
| Num          | Coureuse               | Pos          |
| 61           | Juliette Labous (FRA)  | 18e          |
| 62           | Leah Kirchmann (CAN)   | 75e          |
| 63           | Liane Lippert (GER)    | 8e           |
| 64           | Floortje Mackaij (NED) | 70e          |
| 65           | Esmée Peperkamp (NED)  | 49e          |
| 66           | Coryn Rivera (USA)     | 12e          |

| Liv Racing LIV | Liv Racing LIV             | Liv Racing LIV |
| -------------- | -------------------------- | -------------- |
| Num            | Coureuse                   | Pos            |
| 71             | Sofia Bertizzolo (ITA)     | 10e            |
| 72             | Valerie Demey (BEL)        | 50e            |
| 73             | Jeanne Korevaar (NED)      | 48e            |
| 74             | Soraya Paladin (ITA)       | 7e             |
| 75             | Pauliena Rooijakkers (NED) | 19e            |
| 76             | Sabrina Stultiens (NED)    | 24e            |

| Alé BTC Ljubljana ALE | Alé BTC Ljubljana ALE       | Alé BTC Ljubljana ALE |
| --------------------- | --------------------------- | --------------------- |
| Num                   | Coureuse                    | Pos                   |
| 81                    | Marta Bastianelli (ITA)     | 66e                   |
| 82                    | Maaike Boogaard (NED)       | 101e                  |
| 83                    | Eugenia Bujak (SLO) (route) | 43e                   |
| 84                    | Tatiana Guderzo (ITA)       | 16e                   |
| 85                    | Laura Tomasi (ITA)          | 81e                   |
| 86                    | Anna Trevisi (ITA)          | AB                    |

| Movistar Team MOV | Movistar Team MOV      | Movistar Team MOV |
| ----------------- | ---------------------- | ----------------- |
| Num               | Coureuse               | Pos               |
| 91                | Aude Biannic (FRA)     | 83e               |
| 92                | Katrine Aalerud (NOR)  | 22e               |
| 93                | Sheyla Gutiérrez (ESP) | 92e               |
| 94                | Paula Patiño (COL)     | AB                |
| 95                | Leah Thomas (USA)      | 11e               |

| Tibco-Silicon Valley Bank TIB | Tibco-Silicon Valley Bank TIB | Tibco-Silicon Valley Bank TIB |
| ----------------------------- | ----------------------------- | ----------------------------- |
| Num                           | Coureuse                      | Pos                           |
| 101                           | Lauren Stephens (USA) (route) | 27e                           |
| 102                           | Leah Dixon (GBR)              | AB                            |
| 103                           | Tanja Erath (GER)             | AB                            |
| 104                           | Kristen Faulkner (USA)        | 21e                           |
| 105                           | Clara Honsinger (USA)         | 63e                           |

| A.R. Monex Women's ASA | A.R. Monex Women's ASA        | A.R. Monex Women's ASA |
| ---------------------- | ----------------------------- | ---------------------- |
| Num                    | Coureuse                      | Pos                    |
| 111                    | Eider Merino (ESP)            | 31e                    |
| 112                    | Ariadna Gutiérrez (MEX)       | 32e                    |
| 113                    | Katia Ragusa (ITA)            | 46e                    |
| 114                    | Andrea Ramírez (MEX)          | 59e                    |
| 115                    | Maria Vittoria Sperotto (ITA) | 100e                   |
| 116                    | Jade Teolis (FRA)             | AB                     |

| Bizkaia-Durango BDP | Bizkaia-Durango BDP    | Bizkaia-Durango BDP |
| ------------------- | ---------------------- | ------------------- |
| Num                 | Coureuse               | Pos                 |
| 121                 | Sandra Alonso (ESP)    | AB                  |
| 122                 | Yurani Blanco (ESP)    | AB                  |
| 123                 | Daniela Campos (POR)   | AB                  |
| 124                 | Emilie Fortin (CAN)    | 73e                 |
| 125                 | Ariana Gilabert (ESP)  | AB                  |
| 126                 | Elizabeth Holden (GBR) | 67e                 |

| Arkéa Pro Cycling Team ARK | Arkéa Pro Cycling Team ARK | Arkéa Pro Cycling Team ARK |
| -------------------------- | -------------------------- | -------------------------- |
| Num                        | Coureuse                   | Pos                        |
| 131                        | Pauline Allin (FRA)        | 76e                        |
| 132                        | Amandine Fouquenet (FRA)   | 53e                        |
| 133                        | Lucie Jounier (FRA)        | 44e                        |
| 134                        | Cédrine Kerbaol (FRA)      | 85e                        |
| 135                        | Typhaine Laurance (FRA)    | AB                         |
| 136                        | Greta Richioud (FRA)       | 95e                        |

| Rally Cycling RLW | Rally Cycling RLW             | Rally Cycling RLW |
| ----------------- | ----------------------------- | ----------------- |
| Num               | Coureuse                      | Pos               |
| 141               | Kristabel Doebel-Hickok (USA) | 55e               |
| 142               | Holly Breck (USA)             | AB                |
| 143               | Katie Clouse (USA)            | AB                |
| 144               | Heidi Franz (USA)             | 78e               |
| 145               | Clara Koppenburg (GER)        | 25e               |
| 146               | Sara Poidevin (CAN)           | 72e               |

| Drops-Le Col DRP | Drops-Le Col DRP         | Drops-Le Col DRP |
| ---------------- | ------------------------ | ---------------- |
| Num              | Coureuse                 | Pos              |
| 151              | Joscelin Lowden (GBR)    | 23e              |
| 152              | Anna Christian (GBR)     | 74e              |
| 153              | Danielle Christmas (GBR) | 98e              |
| 154              | Sara Penton (SWE)        | AB               |
| 155              | Finja Smekal (GER)       | AB               |
| 156              | Alice Towers (GBR)       | 57e              |

| Ceratizit-WNT Pro Cycling WNT | Ceratizit-WNT Pro Cycling WNT | Ceratizit-WNT Pro Cycling WNT |
| ----------------------------- | ----------------------------- | ----------------------------- |
| Num                           | Coureuse                      | Pos                           |
| 161                           | Marta Lach (POL)              | 45e                           |
| 162                           | Laura Asencio (FRA)           | 99e                           |
| 163                           | Kathrin Hammes (GER)          | 51e                           |
| 164                           | Sarah Rijkes (AUT)            | AB                            |
| 165                           | Lara Vieceli (ITA)            | AB                            |

| Parkhotel Valkenburg PHV | Parkhotel Valkenburg PHV | Parkhotel Valkenburg PHV |
| ------------------------ | ------------------------ | ------------------------ |
| Num                      | Coureuse                 | Pos                      |
| 171                      | Julia van Bokhoven (NED) | 87e                      |
| 172                      | Nina Buysman (NED)       | 68e                      |
| 173                      | Belle De Gast (NED)      | AB                       |
| 174                      | Femke Gerritse (NED)     | 86e                      |
| 175                      | Pien Limpens (NED)       | 89e                      |
| 176                      | Marit Raaijmakers (NED)  | 65e                      |

| Valcar-Travel & Service VAL | Valcar-Travel & Service VAL | Valcar-Travel & Service VAL |
| --------------------------- | --------------------------- | --------------------------- |
| Num                         | Coureuse                    | Pos                         |
| 181                         | Barbara Malcotti (ITA)      | 26e                         |
| 182                         | Alice Maria Arzuffi (ITA)   | 52e                         |
| 183                         | Silvia Persico (ITA)        | 38e                         |
| 184                         | Federica Piergiovanni (ITA) | 30e                         |
| 185                         | Elena Pirrone (ITA)         | 64e                         |
| 186                         | Ilaria Sanguineti (ITA)     | 42e                         |

| Massi Tactic MAT | Massi Tactic MAT                   | Massi Tactic MAT |
| ---------------- | ---------------------------------- | ---------------- |
| Num              | Coureuse                           | Pos              |
| 191              | Špela Kern (SLO)                   | 60e              |
| 192              | Olivia Baril (CAN)                 | 77e              |
| 193              | Mireia Benito (ESP)                | 91e              |
| 194              | Maaike Coljé (NED)                 | 56e              |
| 195              | Agua Marina Espínola (PAR) (route) | AB               |
| 196              | Marta Sanchez (ESP)                | AB               |

| Stade Rochelais Charente-Maritime CMW | Stade Rochelais Charente-Maritime CMW | Stade Rochelais Charente-Maritime CMW |
| ------------------------------------- | ------------------------------------- | ------------------------------------- |
| Num                                   | Coureuse                              | Pos                                   |
| 201                                   | Noemi Rüegg (SUI)                     | 97e                                   |
| 202                                   | Noémie Abgrall (FRA)                  | 90e                                   |
| 203                                   | Élodie Le Bail (FRA)                  | AB                                    |
| 204                                   | Manon Souyris (FRA)                   | AB                                    |
| 205                                   | Maëva Squiban (FRA)                   | 88e                                   |

| Top Girls Fassa Bortolo TOP | Top Girls Fassa Bortolo TOP | Top Girls Fassa Bortolo TOP |
| --------------------------- | --------------------------- | --------------------------- |
| Num                         | Coureuse                    | Pos                         |
| 211                         | Debora Silvestri (ITA)      | 58e                         |
| 212                         | Michela Balducci (ITA)      | AB                          |
| 213                         | Elisa Dalla Valle (ITA)     | AB                          |
| 214                         | Greta Marturano (ITA)       | 94e                         |
| 215                         | Iris Monticolo (ITA)        | AB                          |
| 216                         | Giorgia Vettorello (ITA)    | 96e                         |

| Trek-Segafredo TFS | Trek-Segafredo TFS        | Trek-Segafredo TFS |
| ------------------ | ------------------------- | ------------------ |
| Num                | Coureuse                  | Pos                |
| 1                  | Lizzie Deignan (GBR)      | 9e                 |
| 2                  | Lucinda Brand (NED)       | 28e                |
| 3                  | Audrey Cordon-Ragot (FRA) | AB                 |
| 4                  | Shirin van Anrooij (NED)  | 54e                |
| 5                  | Tayler Wiles (USA)        | 82e                |
| 6                  | Ruth Edwards (USA)        | 41e                |

| Jumbo-Visma Women Team TJV | Jumbo-Visma Women Team TJV | Jumbo-Visma Women Team TJV |
| -------------------------- | -------------------------- | -------------------------- |
| Num                        | Coureuse                   | Pos                        |
| 11                         | Marianne Vos (NED)         | 3e                         |
| 12                         | Anna Henderson (GBR)       | 17e                        |
| 13                         | Anouska Koster (NED)       | 37e                        |
| 14                         | Amber Kraak (NED)          | 61e                        |
| 15                         | Riejanne Markus (NED)      | 36e                        |
| 16                         | Karlijn Swinkels (NED)     | 102e                       |

| SD Worx SDW | SD Worx SDW                        | SD Worx SDW |
| ----------- | ---------------------------------- | ----------- |
| Num         | Coureuse                           | Pos         |
| 21          | Anna van der Breggen (NED) (route) | 4e          |
| 22          | Niamh Fisher-Black (NZL)           | 14e         |
| 23          | Roxane Fournier (FRA)              | 84e         |
| 24          | Nikola Nosková (CZE)               | 93e         |
| 25          | Chantal van den Broek-Blaak (NED)  | 79e         |
| 26          | Demi Vollering (NED)               | 1re         |

| Canyon-SRAM Racing CSR | Canyon-SRAM Racing CSR     | Canyon-SRAM Racing CSR |
| ---------------------- | -------------------------- | ---------------------- |
| Num                    | Coureuse                   | Pos                    |
| 31                     | Katarzyna Niewiadoma (POL) | 6e                     |
| 32                     | Hannah Barnes (GBR)        | 80e                    |
| 33                     | Elise Chabbey (SUI)        | 29e                    |
| 34                     | Tiffany Cromwell (AUS)     | 33e                    |
| 35                     | Mikayla Harvey (NZL)       | 15e                    |
| 36                     | Omer Shapira (ISR) (route) | 62e                    |

| Team BikeExchange BEX | Team BikeExchange BEX          | Team BikeExchange BEX |
| --------------------- | ------------------------------ | --------------------- |
| Num                   | Coureuse                       | Pos                   |
| 41                    | Amanda Spratt (AUS)            | 20e                   |
| 42                    | Grace Brown (AUS)              | 5e                    |
| 43                    | Sarah Roy (AUS) (route)        | 40e                   |
| 44                    | Ane Santesteban (ESP)          | 39e                   |
| 45                    | Georgia Williams (NZL) (route) | 69e                   |

| FDJ-Nouvelle Aquitaine-Futuroscope FDJ | FDJ-Nouvelle Aquitaine-Futuroscope FDJ | FDJ-Nouvelle Aquitaine-Futuroscope FDJ |
| -------------------------------------- | -------------------------------------- | -------------------------------------- |
| Num                                    | Coureuse                               | Pos                                    |
| 51                                     | Cecilie Uttrup Ludwig (DEN)            | 2e                                     |
| 52                                     | Marta Cavalli (ITA)                    | 13e                                    |
| 53                                     | Brodie Chapman (AUS)                   | 34e                                    |
| 54                                     | Emilia Fahlin (SWE)                    | 71e                                    |
| 55                                     | Victorie Guilman (FRA)                 | 47e                                    |
| 56                                     | Évita Muzic (FRA) (route)              | 35e                                    |

| Team DSM DSM | Team DSM DSM           | Team DSM DSM |
| ------------ | ---------------------- | ------------ |
| Num          | Coureuse               | Pos          |
| 61           | Juliette Labous (FRA)  | 18e          |
| 62           | Leah Kirchmann (CAN)   | 75e          |
| 63           | Liane Lippert (GER)    | 8e           |
| 64           | Floortje Mackaij (NED) | 70e          |
| 65           | Esmée Peperkamp (NED)  | 49e          |
| 66           | Coryn Rivera (USA)     | 12e          |

| Liv Racing LIV | Liv Racing LIV             | Liv Racing LIV |
| -------------- | -------------------------- | -------------- |
| Num            | Coureuse                   | Pos            |
| 71             | Sofia Bertizzolo (ITA)     | 10e            |
| 72             | Valerie Demey (BEL)        | 50e            |
| 73             | Jeanne Korevaar (NED)      | 48e            |
| 74             | Soraya Paladin (ITA)       | 7e             |
| 75             | Pauliena Rooijakkers (NED) | 19e            |
| 76             | Sabrina Stultiens (NED)    | 24e            |

| Alé BTC Ljubljana ALE | Alé BTC Ljubljana ALE       | Alé BTC Ljubljana ALE |
| --------------------- | --------------------------- | --------------------- |
| Num                   | Coureuse                    | Pos                   |
| 81                    | Marta Bastianelli (ITA)     | 66e                   |
| 82                    | Maaike Boogaard (NED)       | 101e                  |
| 83                    | Eugenia Bujak (SLO) (route) | 43e                   |
| 84                    | Tatiana Guderzo (ITA)       | 16e                   |
| 85                    | Laura Tomasi (ITA)          | 81e                   |
| 86                    | Anna Trevisi (ITA)          | AB                    |

| Movistar Team MOV | Movistar Team MOV      | Movistar Team MOV |
| ----------------- | ---------------------- | ----------------- |
| Num               | Coureuse               | Pos               |
| 91                | Aude Biannic (FRA)     | 83e               |
| 92                | Katrine Aalerud (NOR)  | 22e               |
| 93                | Sheyla Gutiérrez (ESP) | 92e               |
| 94                | Paula Patiño (COL)     | AB                |
| 95                | Leah Thomas (USA)      | 11e               |

| Tibco-Silicon Valley Bank TIB | Tibco-Silicon Valley Bank TIB | Tibco-Silicon Valley Bank TIB |
| ----------------------------- | ----------------------------- | ----------------------------- |
| Num                           | Coureuse                      | Pos                           |
| 101                           | Lauren Stephens (USA) (route) | 27e                           |
| 102                           | Leah Dixon (GBR)              | AB                            |
| 103                           | Tanja Erath (GER)             | AB                            |
| 104                           | Kristen Faulkner (USA)        | 21e                           |
| 105                           | Clara Honsinger (USA)         | 63e                           |

| A.R. Monex Women's ASA | A.R. Monex Women's ASA        | A.R. Monex Women's ASA |
| ---------------------- | ----------------------------- | ---------------------- |
| Num                    | Coureuse                      | Pos                    |
| 111                    | Eider Merino (ESP)            | 31e                    |
| 112                    | Ariadna Gutiérrez (MEX)       | 32e                    |
| 113                    | Katia Ragusa (ITA)            | 46e                    |
| 114                    | Andrea Ramírez (MEX)          | 59e                    |
| 115                    | Maria Vittoria Sperotto (ITA) | 100e                   |
| 116                    | Jade Teolis (FRA)             | AB                     |

| Bizkaia-Durango BDP | Bizkaia-Durango BDP    | Bizkaia-Durango BDP |
| ------------------- | ---------------------- | ------------------- |
| Num                 | Coureuse               | Pos                 |
| 121                 | Sandra Alonso (ESP)    | AB                  |
| 122                 | Yurani Blanco (ESP)    | AB                  |
| 123                 | Daniela Campos (POR)   | AB                  |
| 124                 | Emilie Fortin (CAN)    | 73e                 |
| 125                 | Ariana Gilabert (ESP)  | AB                  |
| 126                 | Elizabeth Holden (GBR) | 67e                 |

| Arkéa Pro Cycling Team ARK | Arkéa Pro Cycling Team ARK | Arkéa Pro Cycling Team ARK |
| -------------------------- | -------------------------- | -------------------------- |
| Num                        | Coureuse                   | Pos                        |
| 131                        | Pauline Allin (FRA)        | 76e                        |
| 132                        | Amandine Fouquenet (FRA)   | 53e                        |
| 133                        | Lucie Jounier (FRA)        | 44e                        |
| 134                        | Cédrine Kerbaol (FRA)      | 85e                        |
| 135                        | Typhaine Laurance (FRA)    | AB                         |
| 136                        | Greta Richioud (FRA)       | 95e                        |

| Rally Cycling RLW | Rally Cycling RLW             | Rally Cycling RLW |
| ----------------- | ----------------------------- | ----------------- |
| Num               | Coureuse                      | Pos               |
| 141               | Kristabel Doebel-Hickok (USA) | 55e               |
| 142               | Holly Breck (USA)             | AB                |
| 143               | Katie Clouse (USA)            | AB                |
| 144               | Heidi Franz (USA)             | 78e               |
| 145               | Clara Koppenburg (GER)        | 25e               |
| 146               | Sara Poidevin (CAN)           | 72e               |

| Drops-Le Col DRP | Drops-Le Col DRP         | Drops-Le Col DRP |
| ---------------- | ------------------------ | ---------------- |
| Num              | Coureuse                 | Pos              |
| 151              | Joscelin Lowden (GBR)    | 23e              |
| 152              | Anna Christian (GBR)     | 74e              |
| 153              | Danielle Christmas (GBR) | 98e              |
| 154              | Sara Penton (SWE)        | AB               |
| 155              | Finja Smekal (GER)       | AB               |
| 156              | Alice Towers (GBR)       | 57e              |

| Ceratizit-WNT Pro Cycling WNT | Ceratizit-WNT Pro Cycling WNT | Ceratizit-WNT Pro Cycling WNT |
| ----------------------------- | ----------------------------- | ----------------------------- |
| Num                           | Coureuse                      | Pos                           |
| 161                           | Marta Lach (POL)              | 45e                           |
| 162                           | Laura Asencio (FRA)           | 99e                           |
| 163                           | Kathrin Hammes (GER)          | 51e                           |
| 164                           | Sarah Rijkes (AUT)            | AB                            |
| 165                           | Lara Vieceli (ITA)            | AB                            |

| Parkhotel Valkenburg PHV | Parkhotel Valkenburg PHV | Parkhotel Valkenburg PHV |
| ------------------------ | ------------------------ | ------------------------ |
| Num                      | Coureuse                 | Pos                      |
| 171                      | Julia van Bokhoven (NED) | 87e                      |
| 172                      | Nina Buysman (NED)       | 68e                      |
| 173                      | Belle De Gast (NED)      | AB                       |
| 174                      | Femke Gerritse (NED)     | 86e                      |
| 175                      | Pien Limpens (NED)       | 89e                      |
| 176                      | Marit Raaijmakers (NED)  | 65e                      |

| Valcar-Travel & Service VAL | Valcar-Travel & Service VAL | Valcar-Travel & Service VAL |
| --------------------------- | --------------------------- | --------------------------- |
| Num                         | Coureuse                    | Pos                         |
| 181                         | Barbara Malcotti (ITA)      | 26e                         |
| 182                         | Alice Maria Arzuffi (ITA)   | 52e                         |
| 183                         | Silvia Persico (ITA)        | 38e                         |
| 184                         | Federica Piergiovanni (ITA) | 30e                         |
| 185                         | Elena Pirrone (ITA)         | 64e                         |
| 186                         | Ilaria Sanguineti (ITA)     | 42e                         |

| Massi Tactic MAT | Massi Tactic MAT                   | Massi Tactic MAT |
| ---------------- | ---------------------------------- | ---------------- |
| Num              | Coureuse                           | Pos              |
| 191              | Špela Kern (SLO)                   | 60e              |
| 192              | Olivia Baril (CAN)                 | 77e              |
| 193              | Mireia Benito (ESP)                | 91e              |
| 194              | Maaike Coljé (NED)                 | 56e              |
| 195              | Agua Marina Espínola (PAR) (route) | AB               |
| 196              | Marta Sanchez (ESP)                | AB               |

| Stade Rochelais Charente-Maritime CMW | Stade Rochelais Charente-Maritime CMW | Stade Rochelais Charente-Maritime CMW |
| ------------------------------------- | ------------------------------------- | ------------------------------------- |
| Num                                   | Coureuse                              | Pos                                   |
| 201                                   | Noemi Rüegg (SUI)                     | 97e                                   |
| 202                                   | Noémie Abgrall (FRA)                  | 90e                                   |
| 203                                   | Élodie Le Bail (FRA)                  | AB                                    |
| 204                                   | Manon Souyris (FRA)                   | AB                                    |
| 205                                   | Maëva Squiban (FRA)                   | 88e                                   |

| Top Girls Fassa Bortolo TOP | Top Girls Fassa Bortolo TOP | Top Girls Fassa Bortolo TOP |
| --------------------------- | --------------------------- | --------------------------- |
| Num                         | Coureuse                    | Pos                         |
| 211                         | Debora Silvestri (ITA)      | 58e                         |
| 212                         | Michela Balducci (ITA)      | AB                          |
| 213                         | Elisa Dalla Valle (ITA)     | AB                          |
| 214                         | Greta Marturano (ITA)       | 94e                         |
| 215                         | Iris Monticolo (ITA)        | AB                          |
| 216                         | Giorgia Vettorello (ITA)    | 96e                         |